# Шэньчжэнь Пенг Сити
«Шэньчжэнь Пенг Сити» (кит. 深圳新鹏城) — китайский футбольный клуб из города Шэньчжэнь.

## История клуба
После того, как клуб Суперлиги «Сычуань Гуаньчэн» был расформирован, спортивный департамент провинции Сычуань решил создать новый клуб, который появился в феврале 2006 года. Наивысшим достижением для команды стало выступление в Кубке Китайской футбольной ассоциации 2018 года. Команда преодолела отборочный раунд, первый и второй раунды, в третьем раунде по пенальти победила представителя Суперлиги «Чанчунь Ятай» (1-1 в основное время, 4-3 по пенальти). В пятом раунде также по пенальти был обыгран «Наньтун Чжиюнь», а в четвертьфинальных матчах клуб дважды проиграл клубу Суперлиги «Далянь Ифан» (3-0 и 0-2). 

## Изменение названия
- 2006–2012 Сычуань (四川足球俱乐部)
- 2015  Сычуань Цзюцзюай (四川玖玖爱)
- 2016  Сычуань Минъюй (四川明宇)
- 2017–2023  Сычуань Цзюню (四川九牛)
- 2024–  Шэньчжэнь Пенг Сити (深圳新鹏城)